# Streptococcus agalactiae
Streptococcus agalactiae è un batterio gram positivo appartenente al genere Streptococco, caratterizzato dalla presenza di antigeni C estraibile del gruppo B sulla sua parete cellulare. È un comune abitante del microbiota umano, dell'intestino e delle vie urogenitali femminili dei mammiferi, uomo compreso, pertanto si può trasmettere per via sessuale. Un'infezione di questo batterio in età precoce può provocare setticemia e, nei bambini in utero, può essere causa di sepsi, meningite e polmonite neonatale. Non produce catalasi quindi si distinguono dagli stafilococchi che sono catalasi positivi.

## Storia e classificazione
Streptococcus agalactiae, noto anche come GBS (Group B Streptococcus, in inglese) venne isolato, negli anni 30, da Rebecca Lancefield a partire da latte prodotto da bovini affetti da mastite e successivamente anche da secrezioni vaginali di donne asintomatiche. Tuttavia, la patogenicità di questo batterio venne descritta solamente nel 1938, a seguito di alcune pubblicazioni riportanti 3 casi di infezioni post-partum che si rivelarono mortali.
La classificazione storica di questo batterio, basata sulla capsula polisaccaridica, prevede 9 sierotipi: IA, IB, II, III, IV, V, VI, VII, VIII. Nel 2007, venne descritto un decimo sierotipo (IX). I sierotipi più comuni responsabili di infezioni invasive includono il sierotipo III (20%), V (19%), IA (19%), IB (13%) e II (11%).

## Descrizione
Per questo in alcuni Paesi in gravidanza viene fatto di routine un tampone vaginale e rettale ed un esame colturale alla ricerca dello Streptococcus agalactiae. Il test risulta positivo in una discreta percentuale di casi, ed il protocollo prevede la somministrazione di antibiotici compatibili con lo stato interessante come prevenzione. Seguendo questo protocollo il rischio di complicazioni è estremamente remoto.
In Italia, molte strutture ospedaliere rifiutano di far partorire in acqua le donne portatrici dello S. agalactiae.
L'ultima review Cochrane del 2014 sulla letteratura clinica su questo argomento, tuttavia, ha messo in evidenza come la terapia antibiotica in realtà non diminuisca la mortalità neonatale per l'infezione precoce da streptococco beta emolitico del gruppo B, e anzi che sia più alto il rischio di anafilassi materna che non il rischio di morte neonatale per questa infezione.
Inoltre altri effetti collaterali della terapia antibiotica materna in travaglio sono: infezioni puerperali o neonatali a carico di microorganismi resistenti, infezioni da lieviti o micotiche post parto, compresa la candidosi neonatale che può avere un forte impatto negativo sull'allattamento e la candidosi materna.
I segni dell'infezione nel neonato sono facilmente rilevabili dopo la nascita con l'osservazione regolare del neonato (parametri vitali, alimentazione, comportamento) e i neonati che risultano infetti devono essere trattati tempestivamente con antibiotici. In molti Paesi non viene effettuato alcuno screening su tutte le donne prima del parto, ma viene dunque proposta l'osservazione del neonato in presenza di fattori di rischio (come rottura delle membrane superiore alle 18 ore, prematurità, piressia materna in travaglio o un tampone positivo allo streptococco come reperto incidentale in gravidanza).
S. agalactiae causa emolisi quando è coltivato su uno strato di agar agar contenente sangue (anche detto agar-sangue), ed un comune metodo di laboratorio per identificare questo batterio è appunto quello di osservare la presenza di zone di emolisi completa (β-emolisi) nelle colture. È inoltre sensibile alla bile, e va incontro a lisi in presenza degli enzimi contenuti in questa sostanza.
Per essere identificato si può ricorrere al CAMP test, è sensibile alla penicillina.